# 共通極超音速滑空体

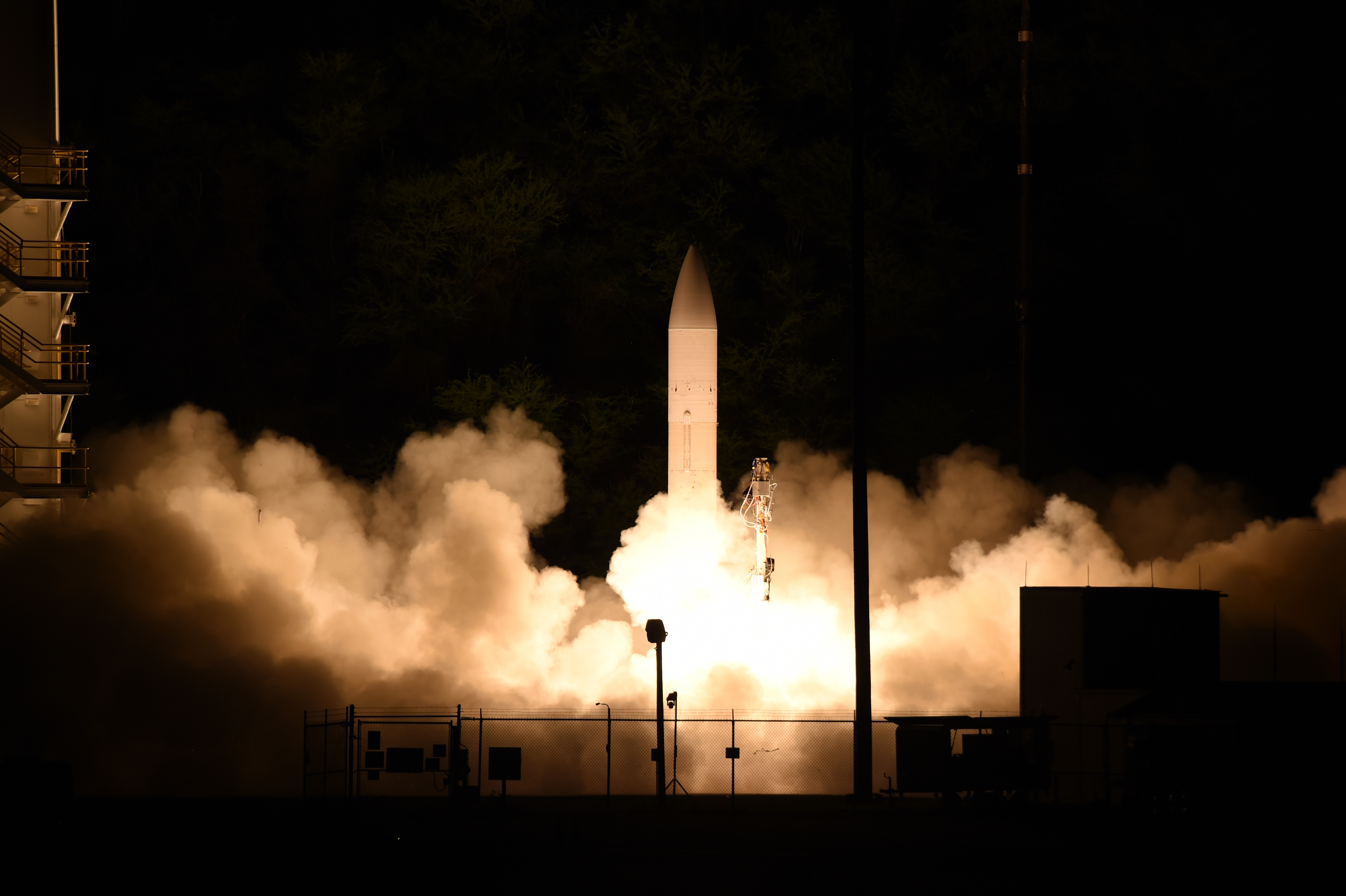
2020年3月19日に行われたC-HGBの発射実験。

共通極超音速滑空体（きょうつうごくちょうおんそくかっくうたい、英語: Common-Hypersonic Glide Body, C-HGB）は、アメリカ合衆国で開発されている極超音速滑空体。アメリカ陸軍の長距離極超音速兵器（LRHW）および海軍の通常型即時攻撃（CPS）兵器で弾頭として搭載される予定である。主契約者はダイネティクス社であり、また開発にはサンディア国立研究所も参加している。

## 設計
C-HGBの設計はサンディア国立研究所が陸軍向けに開発していた代替再突入システム（Alternate Re-Entry System）をベースとしているが、技術的には、同研究所が1979年から1985年にかけて開発していたサンディア有翼高エネルギー再突入機実験（Sandia Winged Energetic Reentry Vehicle Experiment, SWERVE）にまで遡ることができる。SWERVEは全長約100インチで、ピーク時にはマッハ12に達し、その後1分間マッハ8を維持しながら滑空することができた。なおSWERVEは弾頭の角度が先端から後端まで変化しないのに対し、C-HGBは二段階に変化しているという差異はある。
陸軍は先進極超音速兵器（Advanced Hypersonic Weapon, AHW）計画のもと、2005年より代替再突入システムへ予算を拠出していた。当時、国防高等研究計画局（DARPA）は野心的なFALCON計画を進めており、この計画に基づく極超音速試験機（HTV）は、SWERVEから派生したものよりも高速・高機動・高精度となる計画だった。しかしDARPAのFALCON計画が難航する一方、陸軍のAHW計画は比較的順調に進捗し、2011年からは試射に着手した。ロシアや中華人民共和国が急速に極超音速滑空体の実用化を進めていることを考慮して、国防総省はFALCON計画のバックアップとして位置付けていたAHW計画を最優先事項に繰り上げた。海軍はAHWをもとに潜水艦からの発射に対応させた改修型を開発し、2017年10月には飛行試験に成功した。2018年、国防総省はAHW計画機を陸海空軍の共通極超音速滑空体として、2020年代初頭までに配備することを発表した。

## 実装
当初、陸軍は長距離極超音速兵器（LRHW）システム、海軍は潜水艦発射の通常型即時攻撃（CPS）兵器、空軍は極超音速通常弾頭型攻撃システム（Hypersonic Conventional Strike Weapon, HCSW）においてC-HGBを採用することを計画していたが、空軍のHCSWは2021年度予算要求でキャンセルされた。

### LRHW

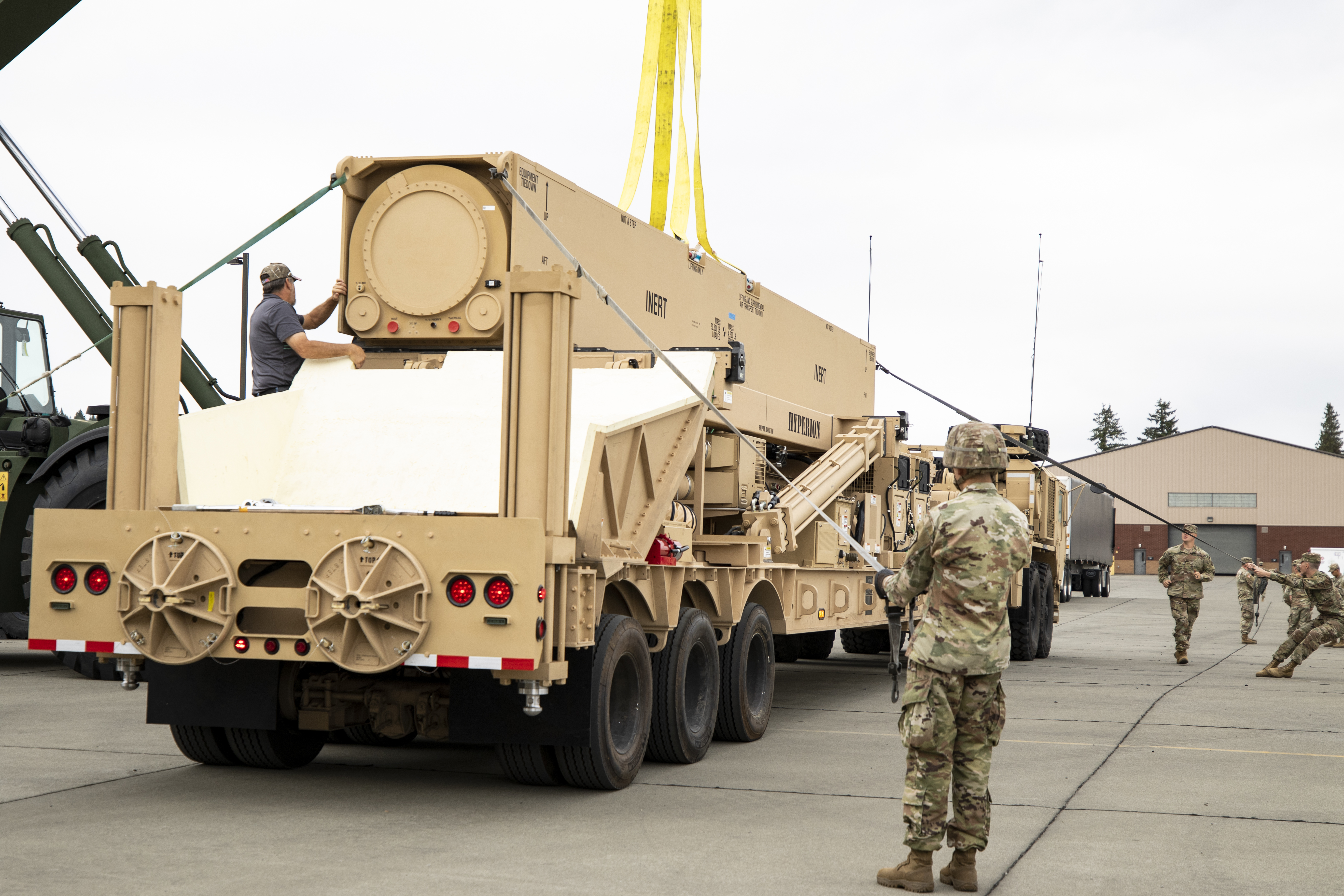
フォート・ルイス基地に搬入されたLRHWのプロトタイプ。

長距離極超音速兵器（Long-Range Hypersonic Weapon, LRHW）は、敵の接近阻止・領域拒否（A2/AD）能力を打ち負かし、長距離射撃を抑制し、その他の高価値ないしタイムクリティカルな目標と交戦する戦略攻撃兵器システムのプロトタイプを陸軍に提供する。現在、計画名はダークイーグルとされている。
システムは、C-HGBを搭載した地上発射ミサイルと、それに付随する輸送・支援・射撃管制装置から構成される。ミサイル部分はロッキード・マーチン社とノースロップ・グラマン社が開発している。海軍の34.5インチ型ブースターを用いた2段式ブースターを採用しており、C-HGBを装着した場合、海・陸軍オールアップラウンド＋キャニスター（All Up Round plus Canister, AUR+C）と称される。従来、射程は1,400マイル（2,253 km）程度とされていたが、後に1,725マイル（2,775 km）以上と報じられた。
2021年10月、アメリカ陸軍にLRHWの発射機プロトタイプが納入され、2023年3月31日には移動展開訓練を実施したと発表した。2022年度から2023年度にホットランチ実験と発射飛行実験を行い、2023年秋に実戦配備、2024年度から量産を開始する予定である。
2023年2月4日付けの産経新聞は、アメリカ政府がLRHWやMRCタイフォンの中距離ミサイルについて日本への配備を打診していると報じた。米側は自衛隊と米軍の事務レベル協議の場で、安倍晋三政権末期の３、４年前から日本への配備を打診しており、同年１月の日米首脳会談や外務・防衛担当閣僚による安全保障協議委員会（２プラス２）では議題に上らなかったが、日本側は今後、米軍の中距離ミサイル配備を受け入れる方向で協議を本格化させる方針としている。一方、2023年1月23日付けの読売新聞は、アメリカ政府がLRHWの在日米軍への配備を見送る方針を固めと報じた。日本が反撃能力を導入することで中国の中距離ミサイルに対する抑止力が強化されたことや、基地周辺など日本国内で世論の理解を得るのが困難なことから不要と判断したとしている。

### CPS
通常型即時攻撃（Conventional Prompt Strike, CPS）は、当初は通常型即時全地球規模攻撃（Conventional Prompt Global Strike, CPGS）と称されていたが、2012年にこの計画名に変更された。これは通常弾頭を用いた即時全地球規模攻撃（PGS）という意味だが、そもそもPGSとは2003年に国防総省によって提唱された新しい任務であり、前方展開部隊に頼らずに、地球上のあらゆる標的を通常兵器によってわずか1時間のうちに攻撃する能力を提供しようとするものであった。海軍では潜水艦発射弾道ミサイル（SLBM）の新たな運用法としてPGSを検討しており、当初は既存のトライデントIIの改良型などを検討していたが、2000年代の時点では開発予算が承認されず、実現しなかった。
C-HGBを用いたCPSは、上記の通り、陸軍のLRHWと共通のミサイルを使用する。海軍では、発射母艦として、まずズムウォルト級ミサイル駆逐艦、ついでバージニア級原子力潜水艦を使用する予定としている。2023年2月17日、ロッキード・マーティンは米海軍のズムウォルト級ミサイル駆逐艦にCPSを搭載する契約を締結したと発表した。同艦には十分なスペースがあるとの理由で155mm艦載砲AGSは撤去せず、両舷に１セットずつ、CPS発射筒MACを追加搭載する予定である。